# Mișcarea antiausteritate
Mișcarea antiausteritate se referă la mobilizarea unor proteste de stradă  și a campaniilor populare care au avut loc în mai multe țări, în special în Europa, împotriva măsurilor de austeritate, care au avut loc de la debutul Marii Recesiuni mondiale.
Acțiunile antiausteritate sunt diverse și sunt încă în desfășurare, și pot fi fie sporadice și slab organizate, fie pe termen lung și bine organizate. Ele continuă până în prezent. Mișcarea globală Occupy⁠(d) a fost, fără îndoială, cea mai vizibilă interpretare a antiausterității și a sentimentului populist.

## Irlanda

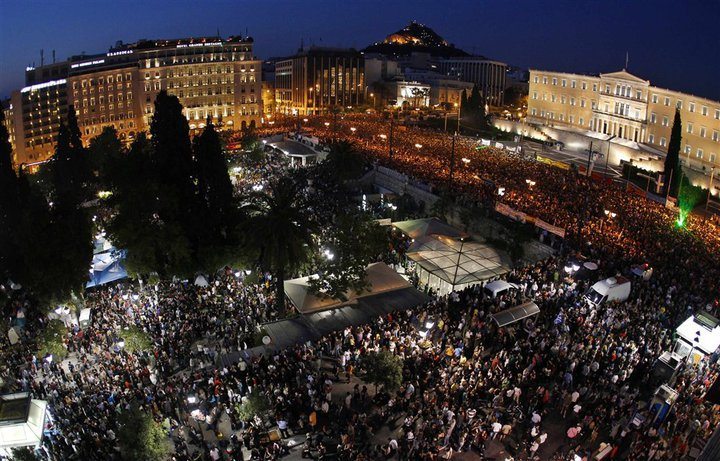
100.000 de protestatari antiausteritate în fața Parlamentului grec în 2011

Un exemplu de țară care a implementat măsuri severe de austeritate este Irlanda. Irlanda a fost martoră la colapsul pieței sale imobiliare, iar guvernul eventual, a luat împrumut de la Fondul Monetar Internațional (FMI), acceptând în schimb un program de austeritate al reformei economice. Măsurile de austeritate și termenii împrumuturilor de la FMI au devenit un aspect major în Criza financiară irlandeză⁠(d), iar furia populistă pentru aceste probleme a jucat un rol major în pierderea puterii guvernamentale a Fianna Fáil față de partidele de opoziție la Alegerile generale din Irlanda din 2011⁠(d). Înfrângerea pentru Fianna Fáil a fost atât de mare, încât marii jurnaliști au remarcat că acesta este un rezultat ”istoric”. Fine Gael și Partidul Laburist⁠(d) au format o coaliție de guvernare, și Fine Gael a promis că v-a renegocia termenii împrumuturilor de la FMI și v-a încheia programul de austeritate. Sinn Féin, care a câștigat pentru prima dată un procent notabil la alegeri, a cerut un referendum național, pentru a afla dacă acordul de salvare ar trebui anulat complet. Laburiștii au fost împotriva acestei idei.  Membrii partidelor mici, precum Socialiștii⁠(d), Alianța Poporul înaintea Profitului⁠(d), WUAG⁠(d) și indepedenți, s-au implicat în Campania împotriva impozitelor pe locuințe și apă⁠(d).

## Impactul politic
De la debutul recesiunii economice în Europa⁠(d), răspunsul marilor partide politice s-a concetrat din ce în ce mai mult, pe austeritate: încercarea de reducerea a deficitului bugetar și controlul creșterii datoriei. Mișcarea antiausteritate a reacționat dând naștere unui val de partide politice anti-sistem. Opoziția față de austeritate este văzută ca forța care a dus la ascensiunea unor partide precum Podemos în Spania, în Italia Mișcarea Cinci Stele sau Syriza în Grecia.
Înaintea Referendumului pentru indepdența Scoției din 2014, Guvernul scoțian s-a angajat să termină cu politicile de austeritate într-o Scoție indepdentă.
Economistul Thomas Piketty a salutat reacția politică la austeritate, spunând că ascensiunea partidelor antiausteritate este o ”veste bună pentru Europa”. Conform lui Piketty, țările europene au încercat să scape de deficitul bugetar prea repede, asta a rezultat într-o situație unde ”cetățenii lor au suferit consecințele sub forma unor politici de austeritate. Este bine să reducem deficitele, dar într-un ritm proporțional cu creșterea și redresarea economică, dar aici creșterea a fost distrusă. "

## Perspective
Unii economiști, precum economistul Paul Krugman, câștigător al Premiului Nobel, susțin că măsurile de austeritate tind să fie contraproductive atunci când sunt aplicate populațiilor și programelor la care sunt de obicei aplicate.
În octombrie 2012, Fondul Monetar Internațional a anunțat că previziunile sale pentru țările care au implementat programe de austeritate au fost în mod constant supraoptimiste. 